# Funzione di efficienza luminosa

Funzioni di efficienza luminosa fotopica (nero) e scotopica (verde). La fotopica include lo standard CIE 1931 (linea continua), i dati modificati Judd-Vos 1978 (tratteggiato) e i dati Sharpe, Stockman, Jagla & Jägle 2005 (punteggiato). L'asse orizzontale è la lunghezza d'onda in nm.

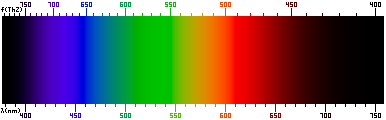

Una funzione di efficienza luminosa o, in passato, funzione di luminosità, descrive la sensibilità spettrale media della percezione visiva umana della luce. Si basa su giudizi soggettivi su quale di una coppia di luci di colore diverso è più luminosa, per descrivere la sensibilità relativa alla luce di diverse lunghezze d'onda . Non è un riferimento assoluto a un particolare individuo, ma è una rappresentazione standard dell'osservatore della sensibilità visiva dell'occhio umano teorico e serve come base per scopi sperimentali e in colorimetria. Diverse funzioni di efficienza luminosa si applicano in diverse condizioni di illuminazione, che variano da fotopica in condizioni di luce intensa, a mesopica, fino a scotopica in condizioni di scarsa illuminazione. Quando non specificato, per "funzione di efficienza luminosa" si intende generalmente la funzione di efficienza luminosa fotopica.
La funzione di efficienza luminosa fotopica CIE {\displaystyle {\bar {y}}(\lambda )} o {\displaystyle V(\lambda )} è una funzione standard stabilita dalla Commissione internazionale per l'illuminazione (CIE o Commission Internationale de l'Éclairage) e può essere utilizzata per convertire l'energia radiante in energia luminosa (cioè visibile). Costituisce anche la funzione centrale di color-matching nello spazio colore CIE 1931.

## Dettagli
Ci sono due funzioni di efficienza luminosa di uso comune. Per i livelli di luce di tutti i giorni, la funzione di luminosità fotopica si avvicina al meglio alla risposta dell'occhio umano. Per bassi livelli di luce, la risposta dell'occhio umano cambia e si applica la curva scotopica. La curva fotopica è la curva standard CIE utilizzata nello spazio colore CIE 1931.
Il flusso luminoso (o potenza visibile) in una sorgente luminosa è definito dalla funzione di luminosità fotopica. La seguente equazione calcola il flusso luminoso totale in una sorgente di luce:
{\displaystyle \Phi _{\mathrm {v} }=683.002\ \mathrm {lm/W} \cdot \int _{0}^{\infty }{\overline {y}}(\lambda )\Phi _{\mathrm {e} ,\lambda }(\lambda )\,\mathrm {d} \lambda ,}
dove
- {\displaystyle \Phi _{\mathrm {v} }} è il flusso luminoso, in lumen;
- {\displaystyle \Phi _{\mathrm {e} ,\lambda }} è il flusso radiante spettrale, in watt per nanometro;
- {\displaystyle {\bar {y}}(\lambda )}, nota anche come {\displaystyle V(\lambda )}, è la funzione di luminosità, adimensionale;
- λ è la lunghezza d'onda, in nanometri.

Formalmente, l'integrale è il prodotto interno della funzione di luminosità con la distribuzione spettrale di potenza. In pratica, l'integrale è sostituito da una somma su lunghezze d'onda discrete per le quali sono disponibili i valori tabulati della funzione di efficienza luminosa. Il CIE distribuisce tabelle standard con valori della funzione di luminosità a intervalli di 5 nm da 380 nm a 780 nm.
La funzione di efficienza luminosa standard è normalizzata ad un valore di picco dell'unità a 555 nm (vedi coefficiente luminoso). Il valore della costante davanti all'integrale è solitamente arrotondato a 683 lm/W. Il piccolo eccesso di valore frazionario deriva dalla leggera discrepanza tra la definizione del lume e il picco della funzione di luminosità. Il lumen è definito come l'unità per un'energia radiante di 1/683 W a una frequenza di 540 THz, che corrisponde a una lunghezza d'onda standard dell'aria di 555.016 nm anziché 555 nm, che è il picco della curva di luminosità. Il valore di {\displaystyle {\bar {y}}(\lambda )} è 0,999997 a 555,016 nm, in modo che un valore di 683/ 0,999997 = 683,002 sia la costante moltiplicativa.
Il numero 683 è collegato alla moderna definizione (1979) di candela, unità dell'intensità luminosa.  Questo numero arbitrario ha fatto sì che la nuova definizione fornisse numeri equivalenti a quelli della vecchia definizione della candela.

## Miglioramenti allo standard
La funzione di luminosità fotopica CIE 1924, denotata con {\displaystyle V(\lambda )}, inclusa tra le funzioni color-matching CIE 1931 come la funzione {\displaystyle {\bar {y}}(\lambda )}, è da tempo nota per sottovalutare il contributo del blu dello spettro per luminanza percepita. Ci sono stati numerosi tentativi per migliorare la funzione standard, per renderla più rappresentativa della visione umana. Judd nel 1951, e successivamente Vos nel 1978, ha portato a una funzione nota come CIE{\displaystyle V_{\mathrm {M} }(\lambda )}.  Più recentemente, Sharpe, Stockman, Jagla & Jägle (2005) hanno sviluppato una funzione coerente con i fondamenti del cono di Stockman & Sharpe; le loro curve sono riportate nella figura sopra.

### Norma ISO
Lo standard ISO è ISO 11664-1:2007, che presto verrà sostituito da ISO/CIE FDIS 11664-1. Lo standard fornisce una tabella incrementale per nm di ogni valore nel campo visibile.

## Luminosità scotopica
Per livelli di intensità molto bassi (visione scotopica), la sensibilità dell'occhio è mediata da bastoncelli, non coni, e si sposta verso il violetto, con un picco intorno ai 507 nm per gli occhi giovani; la sensibilità è equivalente a 1699 lm/W  o 1700 lm/W  a questo picco.
La funzione di efficienza luminosa scotopica standard o {\displaystyle V'(\lambda )} è stata adottata dalla CIE nel 1951, sulla base delle misurazioni di Wald (1945) e di Crawford (1949).

## Daltonismo

Funzioni di luminosità protanopica (verde) e deuteranopica (rosso). Per confronto, la curva fotopica standard è mostrata in giallo.

Il daltonismo modifica la sensibilità dell'occhio in funzione della lunghezza d'onda. Per le persone con protanopia, il picco della risposta dell'occhio è spostato verso la parte dello spettro a onde corte (circa 540 nm), mentre per le persone che soffrono di deuteranopia si registra un leggero spostamento del picco dello spettro, a circa 560 nm. Le persone con protanopia essenzialmente non hanno sensibilità alla luce di lunghezze d'onda superiori a 670 nm.
La maggior parte dei mammiferi non primati ha la stessa funzione di efficienza luminosa delle persone con protanopia. La loro insensibilità alla luce rossa con elevata lunghezza d'onda consente di utilizzare tale illuminazione mentre si studia la vita notturna degli animali.
Per le persone anziane con una normale visione dei colori, il cristallino può diventare leggermente giallo a causa della cataratta, che sposta il massimo della sensibilità alla parte rossa dello spettro e restringe la gamma delle lunghezze d'onda percepite.